# Desmiphora auatinga
Desmiphora auatinga là một loài bọ cánh cứng trong họ Cerambycidae.